# فرانسيس، دوق ساكس-كوبرغ-زالفلد
فرانتس دوق ساكس-كوبرغ-زالفلد (بالألمانية: Franz von Sachsen-Coburg-Saalfeld)‏ (15 يوليو 1750 - 9 ديسمبر 1809) كان دوق ساكس كوبورغ زالفلد ما قبل الأخير، كان واحداً من دوقات تورينغن، بحيث يعتبر من سلف بيت فتين،  وهو الجد الأكبر أيضًا لسلالة انتشرت في أنحاء أوروبا بين القرنين 19 و20، فهو جد من خط الذكور لـ إليزابيث الثانية ملكة المملكة المتحدة وسيمون دي ساكس-كوبرغ وغوتا (سابقاً سيمون الثاني ملك بلغاريا) وفيليب ملك بلجيكا.

## السيرة الذاتية
هو الابن البكر لـ إرنست فريدرخ دوق ساكس-كوبرغ-زالفلد وزوجته صوفي أنطونيا من براونشفايغ-فولفبنوتل. 
في 1793 تم تكليفه في الجيش المتحالف الذي حارب الغُزاة الجيوش الفرنسية الثورية، بحيث تكونت القوات التحالف من هسن وهانوفر والبريطانيين ضد الفرنسيين.
في 1800 خلف فرانتس والده إرنست فريدرخ بعد وفاته، وكان عليه التصرف في ديوان والده بحيث خرجت قلعة روسيناو من تصرف العائلة، ولكن مع 1805 اشترى العقار مرة أُخرى وأصبحت مقر صيفي للعائلة.
حل الإمبراطور فرانتس الثاني الإمبراطورية الرومانية المقدسة في 6 أغسطس 1806، بعد هزيمته أمام نابليون في معركة أوسترليتز، توفي الدوق فرانتس 6 ديسمبر من نفس العام، دخلت دوقيته ساكس-كوبرغ-زالفلد كما هو مخطط مع وزرائه؛ وبجانب الدوقيات الإرنستية الأخرى في اتحاد الراين.

## الزواج والأبناء
- تزوج فرانتس أولا في هيلدبورغهاوزن في 6 مارس 1776 تزوج من قريبته صوفي من ساكس-هيلدبورغهاوزن ابنة الدوق إرنست فريدرخ الثالث؛ ولكن العروس توفيت في 28 أكتوبر أي بعد سبعة أشهر من الزواج؛ ليس لديه أبناء.

- ثم تزوج ثانيا في إبرسدورف في 13 يونيو 1777 من حبيبته أوغستا من رويس-إبرسدورف ابنة الكونت هاينريش الرابع والعشرون؛ وأنجبت له عشرة أبناء، سبعة منهم وصلوا إلى سن البلوغ:-[4]

1. صوفي فريدريكا كارولينه لويزه (19 أغسطس 1778 - 8 يوليو 1835)؛ تزوجت من إيمانويل فون مينسدورف-بويلي، لهم ذرية.
2. أنطوانيته إرنستينه أماليه (28 أغسطس 1779 - 14 مارس 1814)، تزوجت من الدوق ألكسندر من فورتمبيرغ هو شقيق الإمبراطورة ماريا فيودوروفنا قرينة بافل الأول من روسيا.
3. جولينه هنرييته أولريكه (23 سبتمبر 1781 - 15 أغسطس 1860)؛ تزوجت من الدوق الأكبر قسطنطين بافلوفيتش في روسيا ابن الإمبراطور بافل الأول.
4. ابن (1782).
5. إرنست الأول أنطون كارل لودفيغ، دوق ساكس-كوبرغ وغوتا (2 يناير 1784 - 29 يناير 1844)؛ خلف والده ثم اكتساب غوتا في 1826 وتنازل عن سالفيلد، هو والد الأمير ألبرت.
6. فرديناند غيورغ أوغسطس (28 مارس 1785 - 27 أغسطس 1851)؛ هو والد فرناندو الثاني ملك البرتغال وجد فرديناند الأول ملك بلغاريا.
7. ماري لويزه فيكتوريا (17 أغسطس 1786 - 16 مارس 1861)؛ تزوجت مرتين أولا من إميش كارل، أمير لينينجن الثاني، ثم من إدوارد دوق كينت وستراثرن وهما والدا ملكة فيكتوريا.
8. ماريان شارلوت (7 أغسطس 1788 - 23 أغسطس 1794).
9. ليوبولد الأول ملك بلجيكا (16 ديسمبر 1790 - 10 ديسمبر 1865)؛ جد الأكبر لـ ملوك بلجيكا، وأيضا هو والد كارلوتا، إمبراطورة المكسيك القرينة.
10. فرانتس ماكسيمليان لودفيغ (12 ديسمبر 1792 - 3 يناير 1793).